# Чернечослобідська волость
Чернечослобідська волость — адміністративно-територіальна одиниця Роменського повіту Полтавської губернії з центром у селі Чернеча Слобода.
Станом на 1885 рік складалася з 9 поселень, 2 сільських громад. Населення — 7509 осіб (3640 осіб чоловічої статі та 3869 — жіночої), 1046 дворових господарства.
|                     | Площа, десятин | У тому числі орної, дес. |
| ------------------- | -------------- | ------------------------ |
| Сільських громад    | 7010           | 6399                     |
| Приватної власності | 470            | 346                      |
| Іншої власності     | 82             | 81                       |
| Загалом             | 7562           | 6826                     |

Основне поселення волості:
- Чернеча Слобода — колишнє державне село при річці Очеретянка за 42 версти від повітового міста, 7100 осіб, 940 дворів, православна церква, школа, 7 постоялих будинки, 10 лавок, базари по неділях, 5 ярмарки на рік, 6 кузень, 105 вітряних млинів, 13 маслобійних заводів.

Старшинами волості були:
- 1900 року — відставний солдат Нікіфор Кузьмич Осадчий[2];
- 1904 року — відставний унтер-офіцер Семен Максимович Барабаш[3];
- 1907 року — селянин Андрій Степанович Бендриківський[4];
- 1913 року — Іван Демидович Білошапка[5];
- 1915 року — Марко Антонович Кибальник[6].